# Дрифт (гидробиология)
Дрифт — перемещение водных беспозвоночных в речном потоке вниз по течению в толще воды, а также совокупность самих этих организмов. Бентосные организмы, которые перемещаются в толще воды, называют реосиртон.

## История изучения
Впервые явление перемещения водных насекомых течением было описано Полом Нидхемом при изучении роли наземных насекомых как пищи для форели в 1928 году. В 1950-х годах Карл Мюллер количественно оценил интенсивность дрифта, а в 1970-х годах Томас Уотерс открыл явление периодичности дрифта.

## Типы дрифта
В 1972 году Уотерс разделил дрифт на три типа: катастрофический, поведенческий и пассивный. Типично водные организмы, встречающиеся в дрифте, называют автохтонным дрифтом, а организмы, попадающие в воду из воздушной среды или суши, — аллохтонным.
Катастрофический дрифт вызывается экстремальными природными или антропогенными факторами, что приводит к существенному сокращению численности гидробионтов и изменению структуры сообществ. Этот комплекс беспозвоночных называют также эконосиртон.
Если водные организмы самостоятельно активно перемещаются в толщу воды, то такой дрифт называют поведенческим или активным. Обычно такой подъём происходит ночью.
При пассивном или постоянном дрифте происходит случайный смыв гидробионтов с поверхности субстрата. Эту группу называют также эвсиртон.
Виктор Всеволодович Богатов разделил дрифт на пять групп: нейтральный, отрицательный, положительный, катастрофический и преимагинальный. Под нейтральным дрифтом понимается перемещение организмов, при котором общая численность существенно не изменяется. При отрицательном дрифте происходит сильное снижение численности гидробионтов в результате паводков или при небольшом сбросе загрязняющих веществ в воду. Положительный дрифт приводит к увеличению биомассы бентоса и происходит при восстановлении водных экосистем или заселении участков залитых в период паводков. Катастрофический дрифт происходит при разрушении речных экосистем. При этом некоторые группы гидробионтов (амфиподы и личинки насекомых) полностью исчезают, а другие (олигохеты) увеличивают численность. Преимагинальный дрифт сопровождается массовым вылетом взрослых особей амфибиотических насекомых и в нём участвуют только зрелые куколки и личинки.

## Парадокс дрифта
Процесс сноса вниз по течению происходит постоянно, однако в бентосных сообществах высокий уровень истощения не приводит в конечном итоге к исчезновению беспозвоночных в верховьях рек. Это противоречие было названо «парадоксом дрифта». Для объяснения этого явления Мюллером была предложена гипотеза «колонизационного цикла», а Уотерсом — гипотеза «компенсирующей продукции». Мюллер считал, что компенсация происходит в результате перелётов имаго вверх по течению реки, а неполовозрелые стадии перемещаются дрифтом вниз. Уотерс считал, что компенсация численности бентоса происходит за счет продукции.